# 僥語
侥语是东南亚一种台语支语言。它和越南行彤傣语关系密切，其使用地区可能是侥语的起源地。侥语曾以独特文字——侥文书写，但已不再使用。老挝和泰国侥语被称为Tai Mène和Tai Nyaw，在越南是Tai Do和Tai Quy Chau（葵州傣语）。表面上看，侥语似乎属于西南部台语支，但这是因为语言接触，正确的分类是北部台语支。泰国中部和柬埔寨西部的Nyaw/Nyo是老挝语方言，与侥语无关。

## 侥族
老挝侥族声称他们来自越南Xieng Mène和Xieng My。这两个地名可以对应越南乂安省葵州县附近的整立、版勃两个村(Chamberlain 1998)。
侥语似乎与行彤傣语有关，行彤傣族认为自己的祖先来自越南乂安省襄阳县(Chamberlain 1991)。侥语及相关语言也可能分布在越南清化省常春县，那里有侥族(Robequain 1929)。

### 分布
老挝波里坎塞省坎格县许多村和万东县几个村也有侥语的分布(Chamberlain 1998)。周边分布有越语支的他文语、麻楞语。

## 阅读更多
- Boonsner, Thepbangon. 1982. An Introduction to the Nɔɔ dialect.
- Nantaporn Ninjinda. 1989. 《沙功那空府、那空拍侬府和巴真武里府一种侥语的词汇研究》 （页面存档备份，存于）. Silpakorn University (泰语).
- Pacqement, Jean. 2018. 益梭通府灵诺他县窟科干村侥语：百艺皇家大学语言调查记录[]. Sikkha Journal of Education 5(2). Nakhon Ratchasima: 翁差瓦拉昆大学.